# Museo civico per la preistoria del monte Cetona
Il Museo civico per la preistoria del monte Cetona è ubicato presso il palazzo comunale a Cetona ed è strettamente collegato al Parco archeologico naturalistico di Belverde. L'insieme documenta le varie fasi del popolamento umano nel territorio che gravita intorno al monte Cetona, a partire dal Paleolitico fino alla fine dell'Età del bronzo, con la ricostruzione di un'area abitativa riferibile a questa età.